# Алиев, Сархан Нариман оглы
Сархан Нариман оглы Алиев (азерб. Sərxan Nəriman oğlu Əliyev; род. 29 июля 1998, Нахичевань) — азербайджанский боксёр, выступающий в полусредней весовой категории. Бронзовый призёр чемпионата мира 2021.

## Карьера
Член национальной сборной Азербайджана 2020-х годов.
Трёхкратный чемпион Азербайджана в любительском боксе среди юниоров (2008, 2009, 2010).
Чемпион Азербайджана 2020 и 2024 года в профессиональном боксе.
Восьмикратный чемпион Нахичеванской Автономной Республики по боксу.
В феврале 2025 года в составе сборной Азербайджана выступит на турнире «Странджа» (София, Болгария).
Брат боксёра Тайфура Алиева.